# 元礼
元礼，隋朝武将，与宇文化及、司马德戡一同弑杀隋炀帝。
元礼官至虎贲郎将。当时关内被李渊占领，李孝常以华阴反叛，隋炀帝囚禁了李孝常的两个弟弟，骁果将领的家属都在关内。统领骁果的虎贲郎将司马德戡驻扎东城，与元礼平时要好的。这时候司马德戡和元礼、裴虔通商量，想要和骁果一齐逃亡。于是相互联络内史舍人元敏、虎牙郎将赵行枢、鹰扬郎将孟秉、符玺郎牛方裕、直长许弘仁、薛世良、城门郎唐奉义、医正张恺、勋侍杨士览等人。后来在宇文智及的建议下，他们决定弑杀皇帝。
大业十四年（618年）三月初十，司马德戡召集全体骁果军吏，宣布了计划。傍晚，元礼、裴虔通在阁下值班，专门负责大殿内。三月十一，司宫魏氏假称圣旨放乱军进了永巷，司马德戡等人领兵从玄武门进入宫城，炀帝听到消息，换了衣服逃到西。裴虔通和元礼进兵推撞左门，入宫弑杀了隋炀帝。唐朝贞观二年（628年）七月，唐太宗下诏将宇文化及的同党莱州刺吏牛方裕、绛州刺史薛世良、广州都督府长史唐奉义、隋虎牙郎将元礼一并除名流边。